# Al Minya (guvernement)
Al Minya (arabisk: محافظة المنيا) er et guvernement i den centrale del af Egypten ved vestbredden af Nilen.
Det har 4.481.879 indbyggere, og et areal på 2,262 km2 (2010). Guvernementet administreres fra byen Al Minya, der i 2006 havde 235.234 indbyggere. Andre større byer er Mallawi og Samalut.
Al Minya grænser mod nord til guvernementet Bani Suwaif ,mod øst til Al-Bahr al-Ahmar, mod syd til Asyut og Al Wadi al Jadid og mod vest til guvernementet Al Jizah.
Området rummer mange arkæologiske fundsteder fra alle Egyptens perioder.

## Eksterne kilder og henvisninger
1. ↑  Areal og befolkning

- Wikimedia Commons har flere filer relateret til Al Minya (guvernement)

28°7′N 30°38′Ø / 28.117°N 30.633°Ø